# 1234 (canção)
"1234" (pronúncia: "one two three four") é uma canção da cantora canadense Feist, incluída em seu terceiro álbum de estúdio a solo, The Reminder. Lançado como sendo o segundo single do álbum, é o single de maior sucesso de Feist até o momento. Ela foi composta com Sally Seltmann, um cantor/compositor de Melbourne, Austrália, que grava sob o nome New Buffalo. Em uma entrevista para a Songfacts, Seltmann disse:
| “ | Eu estava ouvindo o álbum de Feist Let It Die. Eu pensei em minha pequena canção sobre amor, e a esperança de ter novamente o que você já teve, soou muito mais como uma canção de Feist do que do New Buffalo, então eu a guardei. Então, no final de 2005, eu tive uma turnê no Canadá auxiliando Feist e o Broken Social Scene. Após conhecer Feist, eu comecei a pensar se ela aceitaria fazer um cover de "1234", mas eu estava com vergonha de pedir isso a ela. Na última apresentação de Broken Social Scene, eu consegui ter coragem suficiente para dizer a ela que eu havia escrito uma canção que eu achava que ela estaria interessada em usar. Nos fomos até o ônibus de turnê, então eu gravei uma versão simples da canção no laptop dela, com guitarra e vocal. Para minha surpresa, ela adorou a canção, ae então passou a cantá-la ao vivo. | ” |

Em 2007, Feist foi nomeada para o 50.ª edição dos Grammy Awards na categoria Best Female Pop Vocal Performance (Melhor Performance Feminina de Vocal Pop). Esta canção ficou na posição #19 na lista das 100 Melhores Canções de 2007 da revista Rolling Stone. 

## Performance nas paradas
| Top (2007/2008)                      | Melhor posição |
| ------------------------------------ | -------------- |
| Estados Unidos - Billboard Hot 100   | 8              |
| Estados Unidos - Billboard Pop Songs | 10             |
| Austrália - Parada de Singles ARIA   | 36             |
| Billboard European Hot 100 Singles   | 20             |
| Canadá - Canadian Hot 100            | 3              |
| Reino Unido - UK Singles Chart       | 8              |